# Larusso
Pour les articles homonymes, voir Larusso (homonymie).
Larusso (née Laetitia Serero le 11 octobre 1979 à Paris) est une chanteuse française. Elle connaît le succès en 1998 avec la reprise du titre Tu m'oublieras. Elle a vendu près de 2 millions de disques au cours de sa carrière.
Durant sa carrière musicale, Larusso obtient un disque d'or, un single d'or et un single de diamant.

## Biographie

### Enfance et débuts
Larusso naît d'un père juif marocain travaillant dans la finance et d'une mère tunisienne femme au foyer, le 11 octobre 1979 à Paris. Elle est la cousine de l'animateur Arthur.
Elle débute la chanson à l'âge de 11 ans, en se faisant repérer par Stéphanie Fugain qui lui propose d'intégrer le Kid Bazar (un groupe reformé en hommage à la troupe musicale Big Bazar créée par Michel Fugain). La troupe se produit notamment à la télévision pour l'émission Tous à la Une présentée par Patrick Sabatier.

### Premiers singles etTu m'oublieras
En 1998, à l'âge de 19 ans, elle sort son premier single, Je survivrai, adaptation française de I Will Survive de Gloria Gaynor, interprétée par la chanteuse Régine à la fin des années 1970 ; cette reprise connaît un certain succès, manquant de très peu le Top 50 français (51e place).
Elle signe alors chez EMI Music France et sort son second single Tu m'oublieras, qui est également une reprise d'une chanson enregistrée par Régine en 1980 et par Jeane Manson en 1990. Le titre connaîtra un énorme succès en se vendant à plus de 1 200 000 d'exemplaires et en restant classé no 1 durant douze semaines consécutives. La jeune chanteuse reçoit alors son premier disque de diamant.
En juin 1999, paraît son troisième single, On ne s’aimera plus jamais, qui se classera 11e au Top 50 et recevra un disque d'or pour avoir dépassé les 250 000 ventes.
Elle est alors choisie par Johnny Hallyday pour faire sa première partie lors de sa tournée d’été sur plus de 40 concerts, où elle interprète notamment en duo avec lui le titre L'Envie.

### Simplement
De retour de tournée au côté de Johnny Hallyday, elle sort son premier album, Simplement, qui se vend à plus de 100 000 exemplaires et reçoit un disque d'or, soutenu par un quatrième single, Il suffira (22e au Top 50).
Elle enchaîne alors une série de concerts, dont l'Olympia à guichets fermés.
En octobre 1999, elle est condamnée à deux mois de suspension de permis de conduire et 250 francs d'amende pour « violences » et « injures non publiques ».

### Larusso
Fin 2001, la chanteuse sort très rapidement son deuxième album, Larusso, dont sont issus les singles Entre nous (71e au Top 50) et Tous unis (Give me Love) (82e au Top 50).
Mais après l’ascension fulgurante du premier album, ce dernier ne rencontre pas le succès. La chanteuse s’éloigne alors de la scène pendant plusieurs années.

### My Box
En 2007, Larusso collabore durant deux ans avec l'arrangeur Alias LJ sur un nouvel album. En 2009, elle sort le single Comme toi (classé 28e au Top Singles), co-composé par Alias LJ et Bambi Cruz, suivi par le single Elle.
L'album My Box, sorti en 2010, passe inaperçu. Après avoir posé nue pour le magazine Maximal,, Larusso fait alors une nouvelle pause dans sa carrière.
En 2011, Larusso intègre La tournée des années 90, Génération Dance Machine pour une tournée dans toute la France aux côtés d'artistes comme Yannick, les Worlds Apart ou encore Indra.
En 2012, elle sort un single, Untouchable, en duo avec B-Real le chanteur du groupe de hip-hop Cypress Hill.

### Born in 90etBack 2 Basics 2000
L'année 2019 marque le retour de la chanteuse qui participe en mai au concert de la tournée Stars 80 au Stade de France aux côtés de Jean-Luc Lahaye, Patrick Hernandez ou encore Julie Pietri, puis entame une tournée des Zéniths de France avec la tournée Born in 90, qui réunit des chanteurs des années 1990 comme Lââm, Zouk Machine, Allan Théo, Worlds Apart, Princess Erika, ou encore Benny B. En parallèle, elle fait son retour discographique : un nouveau single, Crois-moi, paraît le 3 mai 2019, suivi en octobre par le titre Monopoly.
En 2022, elle rejoint la tournée Back to Basics, aux côtés d‘autres stars des années 2000 comme les L5, Assia, Matt Houston, Nuttea, Tribal King, Slaï ou encore Willy Denzey. En 2023 et 2024, elle participe à la tournée de la Kermesse Festival à Nice, Toulouse et La Seyne,. En 2024, elle est à l'affiche de la tournée RFM Party 90 qui réunit plusieurs chanteurs des années 1990 comme Ménélik, Boris ou encore Princess Erika.
En juin 2025, elle participe au concert événementiel Stars 80 / Stars 90 - La Grand Battle ! aux côtés de Tina Arena et Hélène Ségara notamment.

### Mask Singer
En novembre 2020 elle remporte la saison 2 de Mask Singer, sur TF1, sous le costume du Manchot et publie dans la foulée le single Tous les cris les S.O.S, reprise de Daniel Balavoine.
Le 10 janvier 2022, elle publie le single Salama. Elle revient dans la saison 3 de Mask Singer lors de la finale pour chanter avec le Cerf (personnage de Laurent Ournac). Elle participe à l'émission spéciale Noël de Mask Singer diffusée le 20 décembre 2024, en tant que candidate sous le costume du singe. Elle atteint la demi-finale.

## Discographie

### Albums
| 1999 | Simplement Or | 7   | 8 |
| 2001 | Larusso       | 124 | - |
| 2010 | My Box        | -   | - |

### Singles
| 1998 | Je survivrai                  | 51 | -  |
| 1998 | Tu m'oublieras Diamant        | 1  | 1  |
| 1999 | On ne s'aimera plus jamais Or | 11 | 8  |
| 1999 | Il suffira                    | 22 | 22 |
| 2000 | Come back to me               | -  | -  |
| 2001 | Entre nous                    | 71 | -  |
| 2002 | Tous unis (Give me love)      | 82 | -  |
| 2009 | Comme toi                     | 28 | -  |
| 2009 | Elle                          | -  | -  |
| 2010 | Pas de chichis                | -  | -  |
| 2021 | juge moi                      | -  | -  |
| 2012 | Untouchable                   | -  | -  |
| 2019 | Crois-moi Monopoly            | -  | -  |
| 2020 | Tous les cris les SOS         | -  | -  |
| 2022 | Salama                        | -  | -  |

## Distinctions

### Certifications
Durant sa carrière musicale, Larusso a obtenu un disque d'or, un single d'or et un single de diamant.